# El túnel de cristal
El túnel de cristal (Glastunneln en sueco) es una novela juvenil de María Gripe de 1969, narrada en primera persona y de carácter intimista. Es la primera novela de la autora para un público adolescente, tras haberse consagrado como escritora de literatura infantil.
El protagonista de la novela es un sueco anónimo de edad indeterminada que relata cómo se escapó de su casa con 14 años.

## Argumento
La novela comienza con el protagonista ya adulto recordando algunos momentos y escenas tempranas de su vida. A continuación va relatando algunas cosas de su infancia, como que nunca tuvo amigos, que su madre se preocupaba mucho por ello y que se inventó dos amigos imaginarios para que lo dejara en paz. Se sentía muy identificado con su abuelo, ya muerto, con el que todos lo comparan despectivamente.
Entonces empieza a contar la historia de cómo un día, con apenas 14 años se escapó de casa. Iba camino de clase de danza, con el dinero para pagar la mensualidad cuando un impulso que llevaba reprimiendo mucho tiempo, se apoderó de él. Siempre había querido estar completamente solo, sin ataduras con nada ni nadie. Siempre había sentido que su familia trataba de imponerle una vida y una forma de ser que no quería para nada. 
Así pues, se las apaña para llegar a la estación de trenes y allí, tras tiempo esperando, coge un tren rumbo a Estocolmo sin sacar billete. Se siente observado por todos y oye como algunos hablan acerca de un niño desaparecido y decide bajar en la próxima parada y continuar haciendo autostop. 
Al bajarse comprueba en un periódico que otro chico ha desaparecido antes que él y comprende que de quien hablaban en el tren era ese chico. Deambula por la ciudad buscando la carretera principal y recuerda que se perdió y se quedó dormido en algún sitio pero no dónde.
A la mañana siguiente encuentra la carretera y un amable camionero lo lleva hasta una población cercana a Estocolmo. Allí coge de nuevo un tren sin billete y se asea en el lavabo.
Al llegar a la ciudad, el protagonista se ilusiona, a pesar de que es consciente de que apenas es un niño con algo de dinero. Decide dejar de llevar sus gafas para evitar que lo reconozcan y se fuerza a acostumbrarse a no ver mucho. 
Contra todo pronóstico, logra pasar los días. Se las apaña para comer, recurriendo muchas veces a las sobras de otros y se asea en unos baños públicos. Pasa mucho tiempo en las iglesias pensando o durmiendo y así conoce a Tessi, una chica ciega que se convierte en su primera amiga. Al no querer revelarle su nombre(no se revela en toda la novela), ésta decide llamarlo “Francisco”.
También conoce a Haragán, un vagabundo y a un muchacho llamado Arne, tan solitario como él y con el que traba una gran amistad.
El protagonista nos narra diferentes encuentros con estos personajes y cómo decide en su nueva soledad, comenzar a escribir sobre lo que siente y sus nuevos amigos, que resulta ser la novela.
No tarda mucho en conseguir un trabajo y al poco se va a vivir a un apartamento con Arne. El protagonista señala que a partir de ese momento fue cuando su vida se normalizó, llegando a la vida que tiene actualmente. 
No se queja de haber llegado a un destino quizás muy parecido al que sus padres querían para él, se reconforta de haber llegado por otro camino, el suyo propio, y añora ese tiempo ya pasado de su juventud y a las personas que conoció en aquel entonces. Sobre todo a Tessi, de la que siente fue el amor de su vida.

## Personajes principales
- Francisco: Protagonista, sincero y con determinación. Nombre real desconocido.
- Elna Terese, Tessi: Chica ciega, amable y verdadero amor de Francisco.
- Arne: Chico introvertido y solitario. Mejor amigo de Francisco.
- Haragán: Vagamundo de 62 años, alocado.
- Anita: Primer amor de Francisco.

## Alcance y repercusión
Si bien no es de las novelas con más reconocimiento de la autora, El túnel de cristal ha sido traducida a diversos idiomas y reeditada múltiple veces, al igual que el resto de sus obras.
En España, ha sido editada por SM en once ocasiones, por primera vez en 1985. Actualmente está descatalogada.